# Luigi Obuel
Luigi Obuel (Udine, 14 settembre 1915 – Udine, 6 settembre 1995) è stato un calciatore italiano, di ruolo attaccante.

## Caratteristiche tecniche
Giocava come ala sinistra.

## Carriera
Dopo aver giocato per alcuni anni nelle serie minori, esordisce in Serie B nella stagione 1940-1941, nella quale segna 3 gol in 10 presenze nella serie cadetta con il Modena, che quell'anno viene promosso in Serie A.
Obuel passa all'Udinese, squadra della sua città natale, con cui nella stagione 1941-1942 segna 3 gol in 15 presenze in Serie B, mentre l'anno seguente va a segno una volta in 14 presenze in campionato ed una volta in Coppa Italia.
Dopo la fine della Seconda guerra mondiale gioca per altre tre stagioni consecutive in Serie B con la squadra friulana, nelle quali disputa complessivamente 51 partite, mettendo a segno 3 reti nell'annata 1945-1946 ed altre 8 nei due campionati seguenti.
Obuel chiude la carriera nel 1949, dopo una stagione in Promozione con la maglia dei friulani del Palmanova.
Ha disputato complessivamente 80 partite in Serie B.